# Comisión Nacional de Verdad y Reconciliación

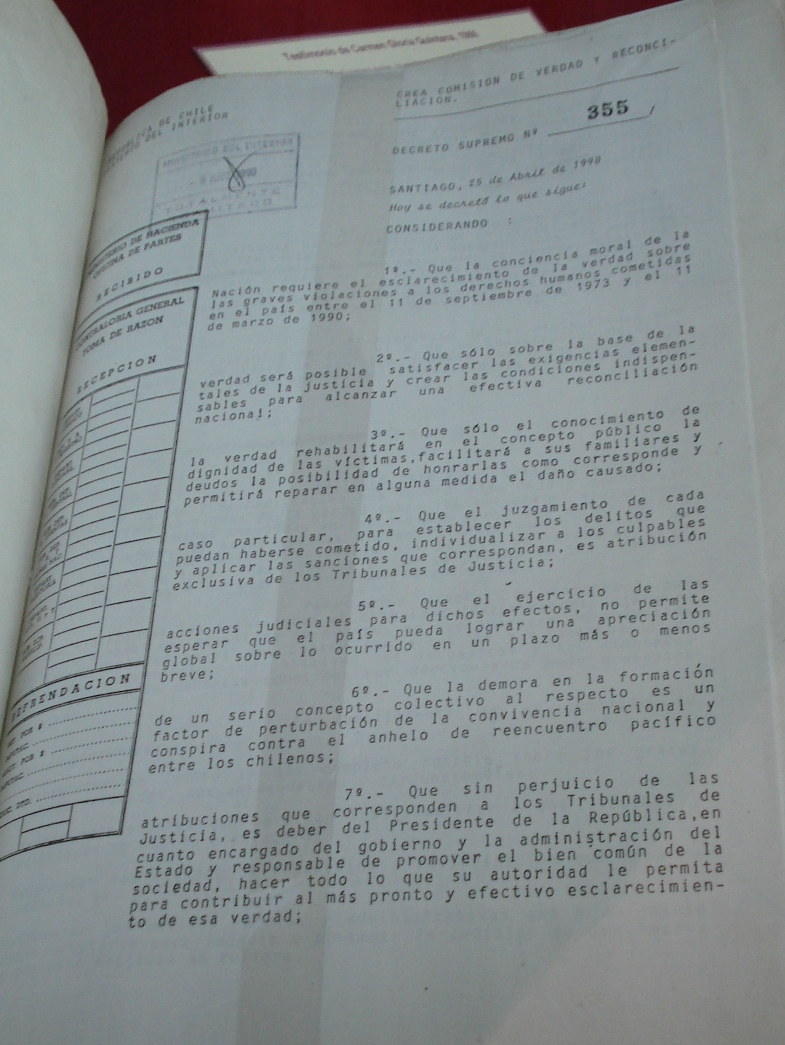
Decreto Supremo n.º 355, de 1990, del Ministerio del Interior, mediante el cual el presidente Patricio Aylwin creó la «Comisión Nacional de Verdad y Reconciliación».

La Comisión Nacional de Verdad y Reconciliación fue un organismo chileno creado por el presidente Patricio Aylwin Azócar, mediante el decreto supremo n.º 355, de 25 de abril de 1990, del Ministerio del Interior, con el objeto de contribuir al esclarecimiento global de la verdad sobre las graves violaciones a los derechos humanos cometidas entre el 11 de septiembre de 1973 y el 11 de marzo de 1990, periodo correspondiente a la dictadura militar liderada por el general Augusto Pinochet, con el fin de colaborar a la reconciliación de todos los chilenos y sin perjuicio de los procedimientos judiciales a que pudieran dar lugar tales hechos.
La comisión fue presidida por el jurista y político Raúl Rettig, razón por la cual se le conoce popularmente como Comisión Rettig y su resultado como Informe Rettig.

## Integrantes
La Comisión Rettig estuvo integrada por destacadas personalidades chilenas:
- Raúl Rettig Guissen (1909-2000), presidente de la Comisión, jurista, exsenador y exembajador, militante PR;
- Jaime Castillo Velasco (1914-2003), jurista, exministro, militante PDC;
- José Luis Cea Egaña, jurista, independiente cercano al PDC;
- Mónica Jiménez de la Jara (1940-2020), asistente social, independiente cercana al PDC;
- Ricardo Martin Díaz (1911-2005), exministro de la Corte Suprema y senador designado, independiente cercano a la derecha;
- Laura Novoa Vásquez (1930-2025), jurista destacada, abogada de Codelco durante la dictadura;
- Gonzalo Vial Correa (1930-2009), historiador y jurista, exministro de la dictadura militar, independiente de ideas conservadoras;
- José Zalaquett Daher (1942-2020), jurista, abogado de derechos humanos en causas contra la dictadura militar;
- Jorge Correa Sutil, secretario de la Comisión, jurista, militante PDC.

Los miembros de la comisión desempeñaron sus funciones ad honorem. El secretario y el personal de secretaría fueron remunerados como funcionarios a contrata o a honorarios. El Ministerio de Justicia otorgó el apoyo técnico y administrativo que fue necesario.

## Resultados del informe

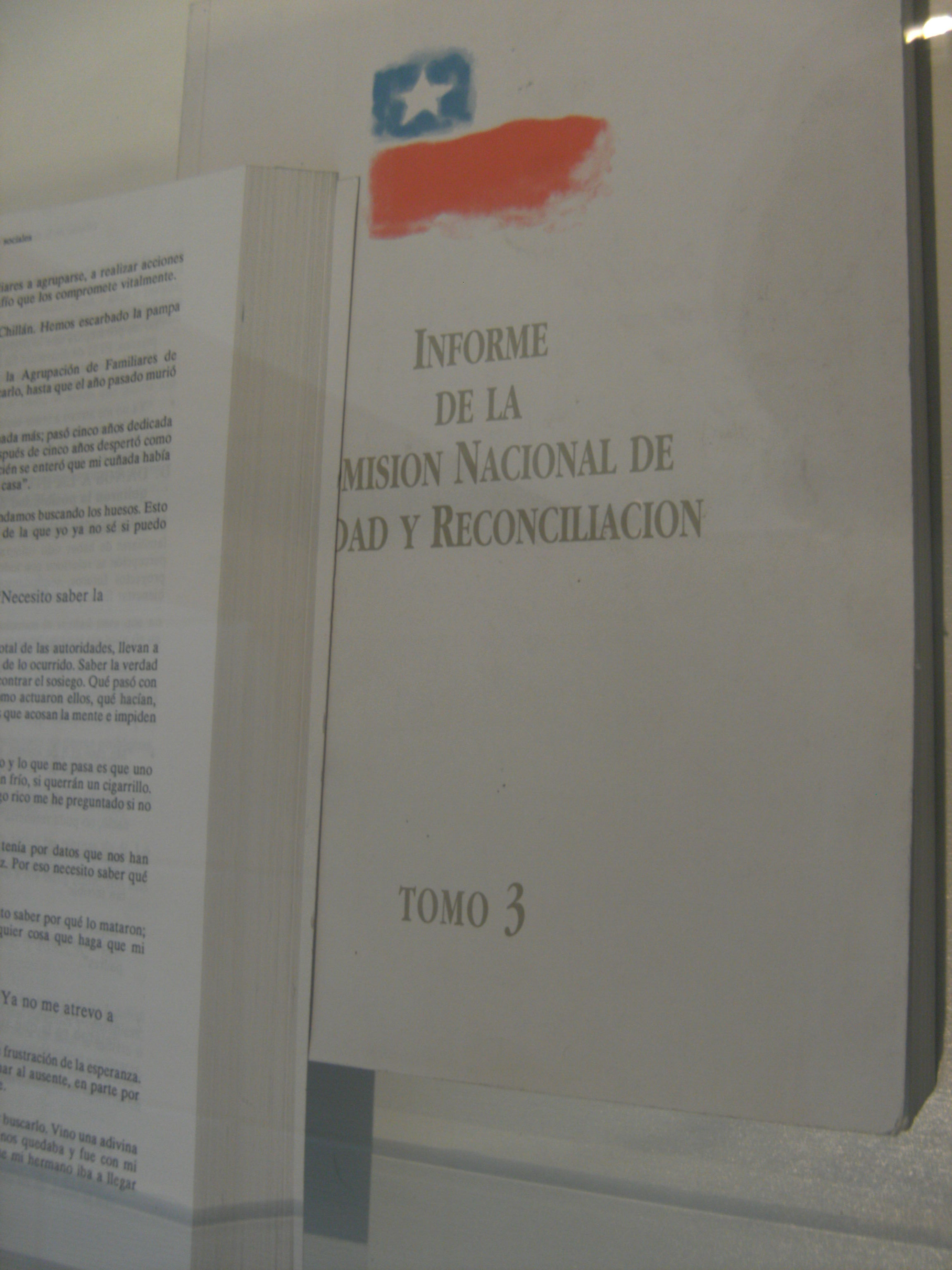
Informe Rettig.

Luego de nueve meses de trabajo, el 8 de febrero de 1991 la comisión entregó al presidente Patricio Aylwin el informe final, el cual describe la metodología empleada para la calificación de los casos, el alcance, el contexto histórico, entre otros temas relativos al estudio.
Asimismo, se califica como "víctima" a quienes fueron sometidas a:
- víctimas de violaciones de derechos humanos ya sea por: desaparición forzada, o por: ejecución, uso indebido de la fuerza, abuso de poder, tortura o atentados, con resultado de muerte,
- víctimas de enfrentamientos armados o contienda política, con resultado de muerte.
- La comisión descarta casos que se cometen bajo actos ilícitos, pretextos políticos o que caen fuera del mandato de la comisión.

Se presentó a la comisión un total de 3.920 casos, con la siguiente conclusión:
- 2.932 casos estaban dentro de su mandato,
- 515 casos no estaban dentro de su mandato, y
- 473 casos en las que sólo se aportó un nombre que resultó insuficiente para realizar cualquier investigación.

Del total de 2.932 casos, la decisión tomada por la comisión fue la siguiente calificación:
- 2.130 casos víctimas de violaciones de los derechos humanos,
- 168 casos víctimas de la violencia política,
- 634 casos en que la comisión no pudo formarse convicción.

Con lo anterior, la comisión revisó un total de 3.920 casos, con 2.298 casos de víctimas de violaciones de los derechos humanos y víctimas de la violencia política, con resultado de muerte.
El 4 de marzo el entonces presidente de la República, Patricio Aylwin, da a conocer una síntesis del informe y pide perdón en nombre del Estado en una emisión televisada a toda la nación.

Como Presidente de República, me atrevo a asumir la representación de la nación entera para, en su nombre, pedir perdón a los familiares de las víctimas [...] [reivindicando] pública y solemnemente la dignidad personal de las víctimas, en cuanto hayan sido denigradas por acusaciones de delitos que nunca les fueron probados y de los cuales nunca tuvieron oportunidad ni medios adecuados para defenderse.
Patricio Aylwin

Además, el informe propuso una serie de recomendaciones, a fin de generar medidas compensatorias para los familiares de las víctimas, muchas de las cuales fueron implementadas en los años siguientes, tras la dictación de la Ley 19.123 de 1992, que creó la Corporación Nacional de Reparación y Reconciliación (1992-1997) —cuyo objeto fue la coordinación, ejecución y promoción de las acciones necesarias para el cumplimiento de las recomendaciones contenidas en el informe, junto a las demás funciones señaladas en la ley— y estableció una pensión de reparación y otros beneficios. Inmediatamente se produjeron numerosas reacciones a favor y en contra del informe, en función a la posición que se tuviera respecto al régimen militar.

## Crítica de inconstitucionalidad
En mayo de 1991 el Poder Judicial emitió un comunicado en que declaró que el informe de la comisión realizó funciones propias de ese poder del Estado, por lo que infringió la Constitución Política:

La facultad de conocer de las causas civiles y criminales, de resolverlas y de hacer ejecutar lo juzgado, pertenece a los tribunales establecidos por la Ley. Ni el Presidente de la República, ni el Congreso Nacional pueden, en caso alguno, ejercer funciones judiciales, avocarse causas pendientes, revisar los fundamentos o contenido de sus resoluciones o hacer revivir procesos fenecidos.
Artículo 73 de la Constitución Política de Chile.

Las pretensiones de otro Poder del Estado o de esta Comisión, como su indisimulado vehículo, en el sentido de avocarse al conocimiento de causas criminales, de revisar los fundamentos o el contenido de las decisiones de los Tribunales, debida y apropiadamente sustentadas en fundamentos de hecho y de derecho, de revivir procesos fenecidos, como acontece en la actualidad, constituye un flagrante atentado a las normas que regulan las instituciones claves del Estado y del sabio equilibrio que el constituyente se preocupó de implantar entre ellas.
Corte Suprema de Chile, 13 de mayo de 1991.